# Nicolò Rovella
Nicolò Rovella (* 4. Dezember 2001 in Segrate) ist ein italienischer Fußballspieler. Der Mittelfeldspieler steht als Leihspieler von Juventus Turin bei Lazio Rom unter Vertrag.

## Karriere

### Verein
Rovella begann seine fußballerische Karriere beim CFC Genua U17, für den er in der Campionato Under 17 2017/18 drei Tore in 20 Spielen machte. Am Ende der Saison stand er mit Genua in der Finalrunde er Campionato U17, schied jedoch im Viertelfinale aufgrund der Auswärtstorregel knapp gegen Atalanta Bergamo aus. In der Finalrunde bestritt er bis dorthin alle vier Spiele. Die Saison darauf spielte er mit der U19 im Campionato Primavera. In jener Saison machte er 26 Spiele und drei Tore. Im Torneo di Viareggio kam die U19 Genuas bis ins Finale, scheiterten dort jedoch im Elfmeterschießen am FC Bologna, obwohl Rovella seinen Elfmeter verwandelte. In dieser Saison 2018/19 stand er außerdem einmal im Kader der Profimannschaft in der Serie A. In der Saison 2019/20 gab er sein Debüt für die Serie-A-Mannschaft als er gegen Inter Mailand die letzte halbe Stunde mitspielen durfte. Im Rückspiel dieses Spieles stand er zum ersten Mal in der Startformation für die Profimannschaft. In dieser Saison 2019/20 kam er außerdem 17 Mal für die U19 zum Einsatz. In der Folgesaison stand er fest im Kader der ersten Mannschaft und kam regelmäßig zu Startelfeinsätzen in der Serie A und der Coppa Italia.
Im Januar 2021 wechselte Rovella für 18 Millionen Euro zu Juventus Turin, die ihn jedoch in den kommenden Spielzeiten an den CFC Genua, AC Monza und Lazio Rom verliehen.

### Nationalmannschaft
Rovella kam bislang in diversen Juniorenteams des FIGC zum Einsatz. Mit der U17 wurde er Vize-Europameister 2018.

## Erfolge
- U-17-Vize-Europameister 2018